# 호를리우카

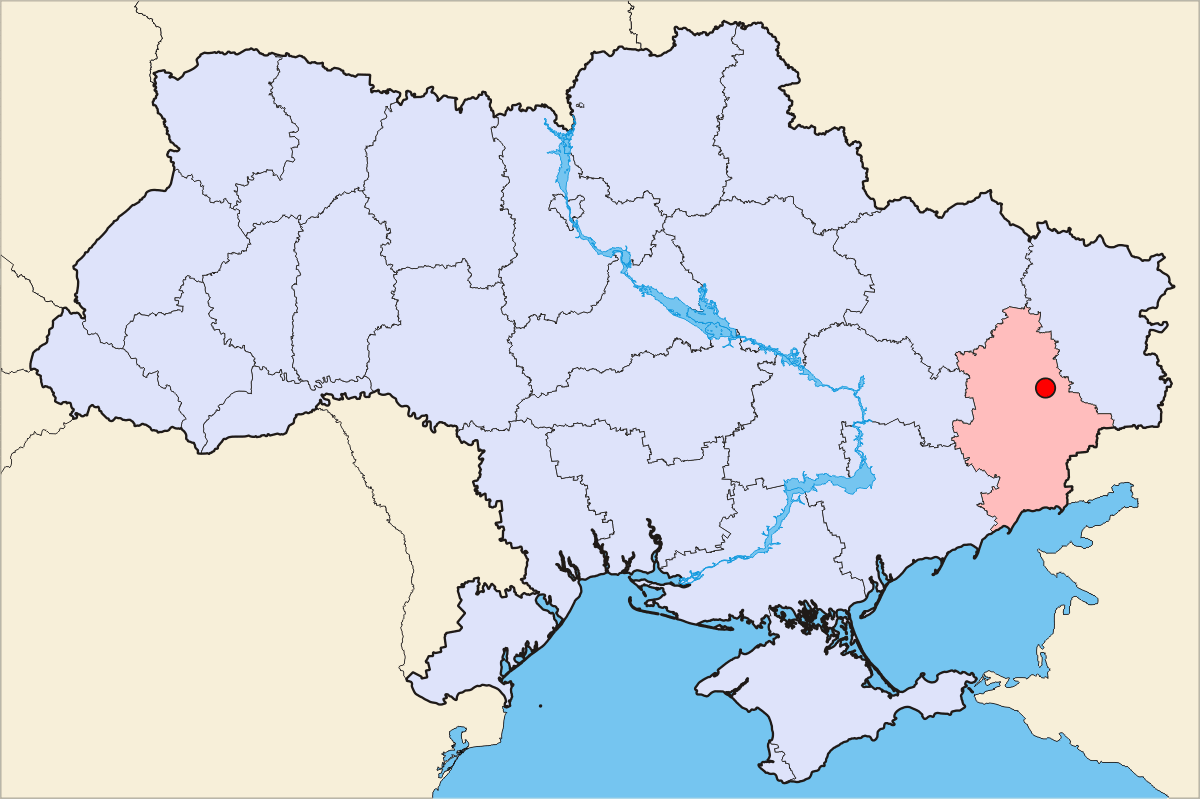
호를리우카의 위치

호르리우카(우크라이나어: Горлівка, 러시아어: Горловка 고를롭카[*])는 우크라이나 동부 도네츠크주의 도시이다. 주 산업은 채탄과 화학 산업이다.